# Old Town (Maine)
Old Town es una ciudad ubicada en el condado de Penobscot en el estado estadounidense de Maine. En el Censo de 2010 tenía una población de 7.840 habitantes y una densidad poblacional de 69,93 personas por km².

## Geografía
Old Town se encuentra ubicada en las coordenadas 44°57′15″N 68°44′23″O / 44.95417, -68.73972. Según la Oficina del Censo de los Estados Unidos, Old Town tiene una superficie total de 112.11 km², de la cual 100.63 km² corresponden a tierra firme y (10.24%) 11.48 km² es agua.

## Demografía
Según el censo de 2010, había 7.840 personas residiendo en Old Town. La densidad de población era de 69,93 hab./km². De los 7.840 habitantes, Old Town estaba compuesto por el 93.14% blancos, el 0.89% eran afroamericanos, el 1.65% eran amerindios, el 1.77% eran asiáticos, el 0.05% eran isleños del Pacífico, el 0.34% eran de otras razas y el 2.16% pertenecían a dos o más razas. Del total de la población el 1.3% eran hispanos o latinos de cualquier raza.